# Henri Lepage (politicus)
Henri Gaston Lepage (Waver, 23 februari 1882 – 17 mei 1945) was een Belgisch volksvertegenwoordiger.

## Levensloop
Beroepshalve handelaar, sloot Lepage aan bij de socialistische partij.
In Waver werd hij gemeenteraadslid (1921), schepen (1927) en burgemeester (1937).
Hij was driemaal socialistisch volksvertegenwoordiger voor het arrondissement Nijvel:
- van 1925 tot 1929,
- van 1932 tot 1936,
- van 1937 tot 1945.